# Jugar en casa
Jugar en casa (título original en inglés: Home Team) es una película estadounidense de comedia deportiva dirigida por Charles y Daniel Kinnane, escrita por Chris Titone y Keith Blum, y protagonizada por Kevin James, Taylor Lautner, Rob Schneider, Jackie Sandler y Tait Blum. Inspirada en hechos reales, la película cuenta la historia del entrenador en jefe de los New Orleans Saints, Sean Payton, quien entrenó al equipo de fútbol de su hijo de 12 años durante su suspensión de un año de la NFL.
Home Team fue producida por Happy Madison Productions de Adam Sandler y Hey Eddie Productions de James, y filmada en Nueva Orleans de mayo a junio de 2021. Fue estrenada el 28 de enero de 2022 por Netflix.

## Reparto
- Kevin James como Sean Payton, entrenador de los New Orleans Saints.
- Taylor Lautner como Troy Lambert
- Rob Schneider como Jamie, el esposo de Beth
- Jackie Sandler como Beth, exesposa de Sean y esposa de Jamie
- Tait Blum como Connor Payton, el hijo de Sean Payton.
- Gary Valentine como Mitch Bizone
- Maxwell Simkins como Paulie
- Chloe Fineman como la pasante Emily
- Jacob Perez como Marcos
- Bryant Tardy como Dennis
- Manny Magnus como Harlan
- Liam Kyle como Nate
- Christopher Farrar como Jason
- Merek Mastrov como Brian
- Isaiah Mustafa como Porcupine Coach
- Christopher Titone como Will
- Ashley D. Kelley como Cindy
- Marteen Huell como Gus, un conductor de autobús
- Allen Covert como árbitro encubierto
- Anthony L. Fernández como Calvin
- Jared Sandler como Eric, empleado de un hotel.
- Sunny Sandler como Brooke
- John Farley como árbitro del juego de campeonato
- Dan Patrick como él mismo
- Sean Payton como Lionel, un conserje

## Producción
La película comenzó su fotografía principal el 10 de mayo de 2021 y terminó el 6 de junio de 2021 en Nueva Orleans. El 18 de mayo de 2021, se informó que Taylor Lautner, Rob Schneider, Jackie Sandler, Gary Valentine, Tait Blum, Maxwell Simkins, Jacob Perez, Bryant Tardy, Manny Magnus, Liam Kyle, Christopher Farrar, Merek Mastrov, Isaiah Mustafa, Christopher Titone, Ashley D. Kelley, Lavell Crawford, Allen Covert, Anthony L. Fernandez y Jared Sandler se unieron al elenco. La película fue dirigida por Charles Kinnane y Daniel Kinnane, escrita por Chris Titone y Keith Blum, y producida por Happy Madison Productions y Hey Eddie Productions.

## Estreno
La película se estrenó el 28 de enero de 2022 en Netflix.